# Lina Jacques-Sébastien
Lina Jacques-Sébastien (Créteil, 10 aprile 1985) è una velocista francese.

## Progressione

### 200 metri piani
| Stagione | Risultato | Luogo      | Data      | Rank. Mond. |
| -------- | --------- | ---------- | --------- | ----------- |
| 2012     | 23"00     | Angers     | 17-6-2010 | 81ª         |
| 2011     | 23"06     | Parigi     | 10-7-2011 | 70ª         |
| 2010     | 22"59     | Barcellona | 31-7-2010 | 15ª         |
| 2009     | 23"14     | Angers     | 24-7-2009 | 69ª         |
| 2008     | 23"22     | Albi       | 26-7-2008 | 111ª        |
| 2007     | 23"90     |            |           |             |
| 2006     | 24"46     |            |           |             |
| 2005     | 23"76     | Montgeron  | 15-5-2005 |             |
| 2004     | 23"79     | Montgeron  | 16-5-2004 |             |
| 2003     | 24"08     |            |           |             |
| 2002     | 24"63     |            |           |             |
| 2001     | 24"45     |            |           |             |

## Palmarès
| Anno | Manifestazione          | Sede       | Evento      | Risultato  | Prestazione | Note                                     |
| ---- | ----------------------- | ---------- | ----------- | ---------- | ----------- | ---------------------------------------- |
| 2003 | Europei juniores        | Tampere    | 100 m piani | Batteria   | 11"91       |                                          |
| 2003 | Europei juniores        | Tampere    | 4×100 m     | Oro        | 44"60       |                                          |
| 2004 | Mondiali juniores       | Grosseto   | 100 m piani | 6ª         | 11"58       |                                          |
| 2004 | Mondiali juniores       | Grosseto   | 4×100 m     | Bronzo     | 43"68       | Miglior prestazione nazionale under 20   |
| 2005 | Europei indoor          | Madrid     | 200 m piani | Semifinale | 23"49       |                                          |
| 2005 | Giochi del Mediterraneo | Almería    | 200 m piani | Argento    | 23"75       |                                          |
| 2005 | Giochi del Mediterraneo | Almería    | 4×100 m     | Oro        | 43"75       |                                          |
| 2005 | Europei under 23        | Erfurt     | 100 m piani | Argento    | 11"46       |                                          |
| 2005 | Europei under 23        | Erfurt     | 200 m piani | 6ª         | 23"91       |                                          |
| 2005 | Europei under 23        | Erfurt     | 4×100 m     | Oro        | 44"22       |                                          |
| 2005 | Mondiali                | Helsinki   | 4×100 m     | 4ª         | 42"85       | Miglior prestazione personale stagionale |
| 2007 | Universiadi             | Bangkok    | 100 m piani | Semifinale | 11"98       |                                          |
| 2007 | Universiadi             | Bangkok    | 4×100 m     | Batteria   | dnf         |                                          |
| 2008 | Giochi olimpici         | Pechino    | 4×100 m     | Batteria   | dnf         |                                          |
| 2009 | Europei indoor          | Torino     | 60 m piani  | Batteria   | 7"43        |                                          |
| 2010 | Europei                 | Barcellona | 200 m piani | 5ª         | 22"59       | Miglior prestazione personale            |
| 2010 | Europei                 | Barcellona | 4×100 m     | Argento    | 42"45       |                                          |
| 2011 | Mondiali                | Taegu      | 4×100 m     | 4ª         | 42"70       |                                          |
| 2012 | Europei                 | Helsinki   | 200 m piani | Semifinale | 23"45       |                                          |
| 2012 | Europei                 | Helsinki   | 4×100 m     | 5ª         | 43"44       |                                          |
| 2012 | Giochi olimpici         | Londra     | 4×100 m     | Batteria   | dq          |                                          |

## Altre competizioni internazionali
2010
- Bronzo agli Europei a squadre ( Bergen), 200 m piani - 23"06
- Argento agli Europei a squadre ( Bergen), 4×100 m - 43"47

2011
- 5ª agli Europei a squadre ( Stoccolma), 4×100 m - 43"61